# SN 1997di
SN 1997di – supernowa typu II odkryta 27 października 1997 roku w galaktyce UGC 4015. W momencie odkrycia miała maksymalną jasność 18,10m.